# Nanc-lès-Saint-Amour
Nanc-lès-Saint-Amour è un comune francese di 305 abitanti situato nel dipartimento del Giura nella regione della Borgogna-Franca Contea.

## Società

### Evoluzione demografica
Abitanti censiti